# 维鲁达恰拉姆
维鲁达恰拉姆（Virudhachalam），是印度泰米尔纳德邦Cuddalore县的一个城镇。总人口59300（2001年）。

## 人口
该地2001年总人口59300人，其中男性30029人，女性29271人；0—6岁人口6695人，其中男3511人，女3184人；识字率76.75%，其中男性为83.05%，女性为70.29%。